# تل بن بر اشكفت (دشت روم)
تل بن بر اشكفت (بالفارسية: تل بن پراشکفت) هي قرية تقع في إيران في قسم دشت روم الريفي. يقدر عدد سكانها بـ 22 نسمة بحسب إحصاء 2016.